# 櫻井智也
櫻井 智也（さくらい ともなり、1973年6月20日 - ）は、千葉県出身の劇作家、脚本家、演出家、構成作家、俳優である。
かつてはホリ・エージェンシーに所属していた。劇団「MCR」 、ユニット｢ドリルチョコレート｣主宰者。

## 略歴・人物
劇団「MCR」に於いてほぼ全作品の脚本・演出、出演、MCRの他にもプロデュース ユニット｢ドリルチョコレート｣主宰。
演劇を始めたきっかけは貧乏でいられる理由がほしかったため。
MCRは1994年に脚本・演出の櫻井智也（ドリル）を中心として、 当時同じ演劇の専門学校に通っていた北島広貴、おがわじゅんやらと共に結成。
外部舞台の脚本・演出やNHK、民放BS番組の構成、脚本、NHK FMラジオドラマの脚本、テレビドラマの脚本など活躍の幅を広げている。役者としても活動。
平成24年度（第67回）文化庁芸術祭賞ラジオ部門にて優秀賞を受賞（作品名「ヘブンズコール」脚本）。
第2回市川森一脚本賞にて、『ただいま母さん』が受賞候補作品に選出。最終2作品に残る。

## テレビ

### 脚本
- BSジャパン「えいせい魂」シーズン２「いけない足し算A＋B」
  - 「マゾ」+「英会話」＝「マゾ英会話」（2008年）
  - 「パンク」+「ご挨拶」＝「パンクご挨拶」（2008年）
- NHKEテレ『シャキーン』「あけましてシャキーン」（2008年） 構成
- NHKBSプレミアム『ただいま母さん』（2013年）
- テレビ朝日 相棒シリーズ
  - 相棒season15（2016年）
    - 第3話「人生のお会計」
    - 第15話「パスワード」

  - 『裏相棒3』（2016年）
  - 相棒season21（2023年）
    - 第12話「他人連れ」
    - 第17話「定点写真」
- NHK埼玉発地域ドラマ『越谷サイコー』（2018年）
- NHKよるドラ『ゾンビが来たから人生見つめ直した件』（2019年） ※最終話、居酒屋店員として出演（ノンクレジット）
- テレビ朝日 新春3夜連続ドラマ 「破天荒フェニックス」（2020年1月3日 - 5日）[7]

## 映画

### 脚本
- 『ここは退屈迎えに来て』（2018年）

## ラジオ

### 脚本
- NHK-FMシアター『線路は曲がるよどこまでも』（2012年）
- NHK-FMシアター『ヘブンズコール』（2012年）…第67回文化庁芸術祭賞ラジオ部門 優秀賞（日本放送協会）[5]
- NHK-FMシアター『映画を聴きに行きませんか?』（2013年）
- NHKラジオ第一「劇ラヂ！ライブ」生放送ラジオドラマ『家族会議』（2013年）
- NHK-FMシアター『イジメの行方』（2013年）
- NHK-FMシアター『すばらしい日々』（2014年）

## 舞台

### 脚本・演出・出演
- MCR旗揚げ公演『骸骨畑で逢いましょう』（1994年）
- MCR第2回公演『それでも地球は回るのさ』（1995年）
- MCR第3回公演『タイムカード』（1995年）
- MCR第4回公演『愛と青春とジャンクフード』（1995年）
- MCR第5回公演『おしゃれな気分で塩化ゴム』（1996年）
- MCR第6回公演『はしれ、メロス』（1996年）
- MCR第7回公演『イエロウカウボーイズカンパニー』（1997年）
- MCR第8回公演『コーヒーはブラックで』（1997年）
- MCR第9回公演『しあわせタイフーン』（1997年）
- MCR第10回公演『イエロウカウボーイズカンパニー２～死ぬまで守って～』（1998年）
- MCR第11回公演『街角大戦争』（1998年）
- MCR第12回公演『SUBMISSION』（1999年）
- MCR第13回公演『ブラックマスタード』（1999年）
- MCR第14回公演『ガラクタ』（2000年）
- MCR第15回公演『銀色男の暑すぎる夜』（2000年）
- ドリルチョコレート『カラフルチョコレート』（2000年）
- MCR特別公演『おしゃれな気分でMCR』（2000年）
- MCR第16回公演『ラヴマシンガン』（2001年）
- ドリルチョコレート『ROCKJAGUAR2001』（2001年）
- ドリルチョコレート『ドリールキャスト2001』（2001年）
- MCR第17回公演『VeryBlueBerry』（2001年）
- ドリルチョコレート『ベルベットモンキースーパースター』（2001年）
- MCR第18回公演『大人の時間』（2001年）
- ドリルチョコレート『女の子はロマンチックとチョコレートで出来ている』（2002年）
- MCR第19回公演『レッドリムジン　グリーンキャディラック』（2002年）
- ドリルチョコレート『あさはかな魂よ慈悲の雨となって彼女の髪を濡らせ』（2002年）
- MCR第20回公演『子鹿とピストル』（2003年）
- MCR第21回公演『ロックンロールマシーン』（2003年）
- MCR特別公演『MCR EXPO'03A-SpaceFlyingTigerDrop-』（2003年）
- MCR第22回公演『朝顔の寝顔』（2004年）
- MCR特別公演『MCR EXPO'04A-9JELLY-』（2004年）
- ドリルチョコレート『ドリルチョコレートのテーマ（ポジティブリミックス）』（2005年）
- MCR第23回公演『世にも俺を惑わせる花』（2005年）
- MCR第24回公演『LIFE IN BOX』（2005年）
- MCR特別公演『MCR EXPO '06S-シナトラと猫-』（2006年）
- ドリルチョコレート『俺が読む哲学の嘘』（2006年）
- MCR第25回公演『ヒマホテル』（2006年）
- お台場SHOW-GEKI城参加作品『ランボルギーニ・カウンタック』（2006年）
- MCR LABO #1 『運命』（2007年）
- MCR LABO #2 『無情』（2007年）
- MCR LABO #3 『審判』（2007年）
- MCR LABO #4 『愛憎』（2007年）
- MCR第26回本公演 『慈善 MUST BE DIE  マシュマロ・ホイップ・パンク・ロック』（2007年）
- お台場SHOW-GEKI城（2007参加作品 『Track Back System』（2007年）
- MCR第27回本公演 『シナトラと猫（改訂版）』（2008年）
- ドリルチョコレート 『クイック・クエンチ』（2008年）
- MCR第28回本公演 『貧乏が顔に出る。』（2008年）
- MCR第29回本公演 『シド・アンドウ・ナンシー』（2009年）
- ドリルチョコレート 『キドクラッチ』（2009年）
- CoRich舞台芸術まつり!スポンサード公演 『リフラブレイン』（2009年）
- MCR特別公演 『MCR EXPO'10S -フジヤマタイガーブリーカー-』（2010年）
- MITAKA "Next" Selection 11th.参加作品 『神様さん』（2010年）
- ドリルチョコレート 『テスタロッサ』（2011年）
- 第21回下北沢演劇祭参加作品 『櫻井さん』（2011年）
- ドリルチョコレート×キコ　qui-co.『世田谷童貞機構』（2011年）
- シアターZOO提携公演【Re:Z】参加作品『櫻井さん』（北海道ver.）（2011年）
- MCR本公演 『女がつらいよ』（2011年）
- ドリルチョコレート×キコ　qui-co.　提携公演　『世田谷童貞機構』（2012年）
- MCR本公演 『俺以上の無駄はない』（2012年）
- ドリルチョコレート 『ドリルチョコレートのテーマ：2012リミックス』（2012年）
- MCR本公演 『貧乏が顔に出る。』（2012年）
- MCR本公演 『肉のラブレター』（2012年）
- ドリルチョコレート 『真ドリル』（マコドリル）（2013年）
- MCR本公演 『ぬけ男、恥さらし』（2013年）
- MCR本公演 『栄え』（2013年）
- ドリルチョコレート 『24250』（2013年）
- ドリルチョコレート 『あの世界』（2014年）
- MCR本公演 『言うなればゲシュタルト崩壊』（2014年）
- MCR密かに（20周年）記念公演 『あんたのことなんか誰も見てない』（2014年）
- ドリルチョコレート 『モッシュ、ダイブ、トランスファー』（2014年）
- MCR本公演 『あの部屋が燃えろ』（2014年）
- MCR本公演 『死んだらさすがに愛しく思え』（2015年）
- ドリルチョコレート 『禊百景』（2015年）
- MCR本公演 『我が猥褻、罪なき罪』（2015年）
- 下北沢演劇祭参加作品　PANDAJOCKEY+ドリルチョコレート『奴らの影踏む千葉』（2016年）
- MCR+三鷹市芸術文化センターPresents太宰治作品をモチーフにした演劇 第13回『逆光、影見えず』（2016年）
- MCR本公演 『無情』（2016年）
- MCR本公演 『ミカエル』（2016年）
- MCR本公演 『不謹慎な家佐藤さんは殴れない』（2017年）
- ドリルチョコレート 『私が漫画家になっても』（2017年）
- MCR本公演 『墓掘り人と無駄骨』（2017年）
- MCR本公演 『堀が濡れそぼつ』（2018年）
- MCR新旧作品集『毒づくも徒然』（2018年）
- MCR本公演 『Smells Like Milky Skin』（2021年）
- MCR本公演『シド・アンドウ・ナンシー』『ぬけ男、恥さらし』（2023年）[8]
- MCR本公演『前髪（あなたに全て捧げるけど前髪には触るな）』（2024年）[9]
- ドリルチョコレート『レッドホットセックスピストルニルヴァーナ』（2024年）[10]
- Team Unsui 第6回公演『ハイシン』（2024年）[11]
- MCR30周年記念公演『ガラクタ』（2024年）[12]

### 脚本・演出
- 舞台『もーれつア太郎』「木枯らしに踊る花吹雪」（2018年）

### 脚本
- PANDA JOCKEY『不謹慎な家』（2014年）
- ごはん部「ごはんと宇宙」『なれずし』（2015年）

### 出演（客演）
- 劇団ブラジル『行方不明』（2012年）
- INGELプロデュース『鮫に喰われた娘』（2013年）
- シンクロ少女『LOVE』Chapter4（2017年）